# Вујовић
Вујовић је српско презиме. Постоје две теорије о његовом настанку. По првој теорији настало је од имена особе која се звала Вујо. По другој теорији презиме је настало од животиње вука, тако што му се тепа те настаје вујо.
Вујовићи су углавном из Херцеговине и Црне Горе.

## Познате личности
- Ана Вујовић-Ћетковић, глумица
- Александар Вујовић, новинар и главни уредник портала Нови Стандард
- Веселин Вујовић, рукометаш
- Виолета Вујовић, архитекта у Аустрији, учествовала у многим познатим пројектима, између осталог на данима архитектуре Беча у Београду са изложбом „Кровови Беча“, јуна 2007.
- Владимир Вујовић, рођено име глумца Мајкла Оклера
- Владимир Вујовић (1912—1966), партизански борац и друштвено-политички радник
- Војислав Вујовић (1897—1936), револуционар и комунистички активиста.
- Гргур Вујовић (1901—1937), револуционар и комунистички активиста.
- Ђуро Вујовић (1911-1943), шпански борац, пратилац Врховног команданта НОВЈ Јосипа Броза Тита и народни херој
- Марија Вујовић, фото-модел који ради за све водеће модне креаторе у свету[тражи се извор]
- Марлис Вујовић, водећи уметнички фотограф са подручја бивше Југославије, аутор фотографија у многим књигама као што су Културна ризница Србије, Срби између истока и запада и слично.
- Мићо Вујовић, музичар
- Никола Вујовић, глумац
- Ратко Вујовић (1916-1977), народни херој
- Савка Јаворина Вујовић (1918-2002), народни херој, супруга Владимира Вујовића
- Снежана Вујовић Николић (1959), академски сликар
- др Сретен Вујовић, социолог, редовни професор на Филозофском факултету Универзитета у Београду
- др Драгана Вујовић, ванредни професор на Физичком факултету Универзитета у Београду
- др Секула Вујовић, спец. ургентне медицине